# Yoshio Matsuo
Yoshio Matsuo (Japans: 松尾善雄, Matsuo Yoshio) (Kochi, 9 april 1946) is een Japans componist.

## Levensloop
Matsuo won 1e prijzen tijdens de Sasakawa compositie-competitie en de Shitaya compositiewedstrijd. De meeste van zijn composities zijn marsen, die in heel Japan bekend zijn en verschillende van zijn werken werden verplicht gesteld tijdens de All-Japan Band Competition. Hij is lid van de Japanse Sousa-federatie. Matsuo behoort tot het adviescomité van de organisatie Band of the 21st century. Al geruime tijd woont hij in Urayasu.

## Composities

### Werken voor harmonieorkest
- 1987 March "Hello, Sunshine!"[1]
- 1996 Chromatic Prism
- Dome
- Golden Light March
- Wind Harmony March
- Jeugd, mars
- March "Ocean Blue"
- March "A Gentle Breeze"
- March "KIZUNA for Tomorrow"
- March "Shining Blue"
- Arabian Star
- Orient Shield March[2]
- Pax Romana[3]
- Shining Green, concertmars
- Rainbow Breeze March
- Summer breeze, mars
- Three Crayon Pictures
- A Future City, concertmars
- Warabe-Uta Fantasy
- Wind "iridescent", mars